# Biohazard (groupe)
Pour les articles homonymes, voir Biohazard.
Biohazard est un groupe de hardcore metal américain originaire de Brooklyn, New York. Ils sont reconnus comme l'un des premiers groupes à fusionner hardcore et metal avec des éléments de rap. Au départ, le groupe se composait du bassiste-chanteur Evan Seinfeld, du guitariste Bobby Hambel, et du batteur Anthony Meo. Le guitariste et chanteur Billy Graziadei rejoint le groupe peu de temps après, transformant le trio en quatuor. À partir de 2012, le groupe se compose de Billy Graziadei, Bobby Hambel, Danny Schuler et Scott Roberts.

## Biographie

### Débuts et premiers albums
Le groupe se forme à Brooklyn en 1987. Leur première démo, publiée en 1988, cause la polémique chez les critiques qui la perçoivent, dans ses paroles, fasciste et raciste. Les accusations de racisme seront plus tard démenties par le groupe dans diverses interviews, Seinfeld et Graziadei expliquant concurrencer et surpasser le groupe Carnivore et leurs fans. Seinfeld défend les paroles de leur titre Master Race et America qui sont des métaphores créées pour choquer les auditeurs et maintient que le groupe n'a jamais été impliqué dans le racisme. Le groupe a longtemps prêché un message de tolérance et d'anti-racisme. Après la publication de leur démo, Anthony Meo quitte le groupe et est remplacé par le batteur Danny Schuler. Une deuxième démo est publiée en 1989.
En 1990, Biohazard signe avec le label Maze Records. Le premier album homonyme du groupe est faiblement promu par le label et ne se vend qu'à approximativement 40 000 exemplaires. Un an plus tard, Seinfeld et Graziadei contribuent aux morceaux vocaux du titre Three Dead Gophers extrait du troisième album du groupe Mucky Pup, Now.
En 1992, Biohazard signe avec Roadrunner Records et fait paraître Urban Discipline qui attirera l'attention des communautés hardcore et métalleuses. La vidéo du titre Punishment est jouée au Headbangers Ball de MTV, et l'album se vend à un million d'exemplaires. Le groupe jouera également aux côtés de House of Pain, Sick Of It All, Fishbone, et Kyuss. En 1993, le groupe de rap hardcore Onyx publie une version « Bionyx » de leur single Slam avec Biohazard. Ils collaboreront ensuite ensemble pour le titre Judgment Night. Quelques mois plus tard, le groupe quitte Roadrunner Records et signe avec Warner Bros. Records Inc. qui fait paraître leur troisième LP, State of the World Address. L'album est produit par Ed Stasium à Los Angeles et contient les titres How It Is avec Sen Dog de Cypress Hill. Le groupe publie son quatrième album studio, Mata Leão, en tant que trio en 1996. Il est produit avec l'aide de Dave Jerden. En 1998, Seinfeld commence sa carrière d'acteur dans la série Oz. Le groupe signe ensuite avec Mercury Records et publie son cinquième album, New World Disorder en 1999, un album une nouvelle fois produit par Ed Stasium. En 2000, le groupe continue ses tournées en Europe et au Japon, indépendamment, sans label ni management. En 2001, ils publient la compilation Tales From The B-Side.

### Séparations et réunion
En janvier 2006, Danny Schuler annonce son départ de Biohazard et la formation de Bloodclot avec le chanteur Jon Joseph des Cro-Mags, le guitariste Scott Roberts et le bassiste Craig Setari de Sick of it All. Roberts annonce ensuite sa rupture du groupe pour se consacrer à Bloodclot avec Schuler. Le même mois, Graziadei annonce que Biohazard ne participera à aucune tournée. En février 2006, Seinfeld participe au tournage de SuperGroup, une série de téléréalité diffusée sur la chaîne VH-1 avec Ted Nugent, Scott Ian, Sebastian Bach et Jason Bonham.
En janvier 2008, la formation classique du groupe composée de Evan Seinfeld, Billy Graziadei, Danny Schuler et Bobby Hambel se reforme afin de célébrer lors d'une tournée leur vingtième anniversaire. Ils partent en tournée en Australie et en Nouvelle-Zélande aux côtés de Chimaira, Throwdown, Bloodsimple et Korn. Le groupe participe aussi au Persistence Tour 2009, et annonce un nouvel album à venir. L'album sera dédié au chanteur des Type O Negative, Peter Steele, décédé en avril 2010. En 2010 Graziadei annonce sa participation aux concerts de la reformation de Blood for Blood.
En juin 2011, Biohazard annonce sa séparation en bons termes avec Evan Seinfeld. Scott Roberts revient pour remplacer Seinfeld pendant deux dates de tournées britanniques, mais aucune décision n'est prise pour le garder définitivement. En août 2011, le groupe annoncer rechercher un chanteur à plein temps pour remplacer Seinfeld et ouvre les auditions. En septembre 2011, trois mois après son départ de Biohazard, Seinfeld se joint au groupe de Los Angeles, Attika 7, composé de Tony Campos, ancien membre des Soulfly, Static-X, et de Rusty Coones. Attika 7 lance son premier album en février 2012.
En janvier 2012, le groupe décide de garder Scott Roberts. Leur nouvel album, Reborn in Defiance, est publié à l'international, sauf en Amérique du Nord, le 20 janvier 2012 au label Nuclear Blast. L groupe prévoit initialement la publication de l'album en format numérique pour les fans américains, mais cette décision est annulée au dernier moment. Un partenaire américain pour la sortie de l'album n'a toujours pas été annoncé.
Pour la promotion de l'album, Biohazard se lance dans une brève tournée européenne en compagnie de Suicidal Tendencies à la mi-janvier 2012. Le groupe arrive en Belgique, mais Scott Roberts est conduit d'urgence à l'hôpital. Après plusieurs analyses, aucun signe d'intoxication alimentaire n'est relevé. Après leur performance, Roberts est de nouveau amené à l'hôpital. Roberts sort de nouveau pour jouer à Oberhausen, en Allemagne le 21 janvier. Le 22 janvier, Schuler quitte la tournée pour assister à la naissance de son bébé. Danny Lamagna de Sworn Enemy et Suicide City remplace Schuler jusqu'à son retour. Le groupe continue ses tournées en Europe et en Amérique du Nord entre 2013 et 2014. En 2016 Biohazard est contraint d'annuler une tournée européenne à la suite du départ de Scott Roberts.

## Membres

### Membres actuels
- Billy Graziadei – guitare, chant (1987–2006, depuis 2008)
- Bobby Hambel – guitare (1987–1995, 2008)
- Danny Schuler – batterie (1988–2006, 2008)

### Anciens membres
- Anthony Meo – batterie (1987–1988)
- Rob Echeverria – guitare lead (1996–2000)
- Leo Curley – guitare lead (2000–2002)
- Carmine Vincent – guitare lead (2002)
- Evan Seinfeld – chant, basse (1987–2006, 2008–2011)
- Scott Roberts – guitare lead (2002–2005); basse, chant (2011-2016)

## Discographie
- 1990 : Biohazard
- 1992 : Urban Discipline
- 1994 : State of the World Address
- 1996 : Mata Leão
- 1997 : No Holds Barred (live en Allemagne)
- 1999 : New World Disorder
- 2001 : Tales From The B-Side (compilation)
- 2001 : Uncivilization
- 2003 : Kill Or Be Killed
- 2005 : Means to an End
- 2012 : Reborn in Defiance